# 廖銘昆
廖銘昆（1928年—1999年），生於日治台灣台北州新莊郡鷺洲庄（今新北市三重區），企業家，為長春集團共同創辦人。

## 生平
自幼家境富裕，其父廖乞丐與叔叔廖溪地合資，在台北三重埔開設九洲製菓社，從事餅乾與牛奶糖製造。廖銘昆因幼年生病導致腿疾，行動不便。就讀台北工業學校化工科期間，與日本教師學習許多化工知識，於1946年畢業。
1949年，與其同學鄭信義及林書鴻集資舊台幣500元，成立長春人造樹脂廠，生產電木粉。廖銘昆研發出台灣第一款防水膠，成為主力商品之一。之後又接續研發各項尿素膠成型材料及接著劑。
廖銘昆酒量甚佳，經常飲酒招待客戶，也因此損傷肝功能。1999年因肝癌過世。

## 家庭
廖銘昆與其妻有二女一子。其長子為廖龍星。
此外，由其陳姓友人處，過繼一養女廖佳玲。

## 慈善事業
在廖銘昆過世後，其家族以其名義，成立世安文教基金會。